# Francesco Zuccarelli

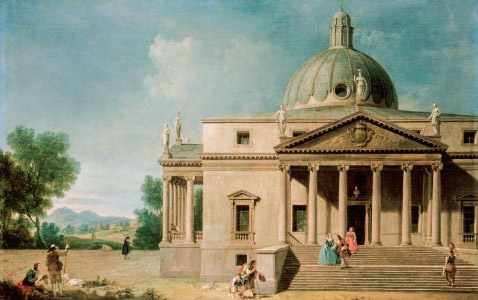
Capriccio z widokiem na Mereworth Castle (1746, współautor: Antonio Visentini)

Francesco Zuccarelli (ur. 15 sierpnia 1702, zm. 30 grudnia 1788) – włoski malarz rokokowy. Współzałożyciel Royal Academy.
Urodził się w Pitigliano we wschodniej Toskanii. Początkowo pobierał praktyki u Paola Anesiego. Następnie pracował w Rzymie wraz z Morandim, Nellim, i być może, z Locatellim. W 1732 osiedlił się w Wenecji, gdzie szybko zdobył uznanie. W latach 1752–1773 przebywał w Anglii. W 1773 zamieszkał we Florencji, gdzie zmarł w 1788.